# Kourariki Falls
Die Kourariki Falls sind ein Wasserfall bislang nicht ermittelter Fallhöhe nordwestlich der Ortschaft Pipiriki im Whanganui-Nationalpark in der Region Manawatū-Whanganui auf der Nordinsel Neuseelands. Er liegt im Lauf des Mangaio Stream, der einige Kilometer hinter dem Wasserfall in östlicher Fließrichtung in den Whanganui River mündet.